# Ferrari 360 Modena GT
Chronologie des modèles (2000 - 2006)
Ferrari 360 Modena GTC
La Ferrari 360 Modena GT, souvent abrégée en Ferrari 360 GT (née Ferrari 360 Modena N-GT en 2001) est une automobile de compétition développée et fabriquée par Michelotto, conjointement avec Ferrari pour courir dans la catégorie GT de l'Automobile Club de l'Ouest (ACO) ainsi que dans la catégorie N-GT de la Fédération internationale de l'automobile (FIA). Elle est dérivée de la Ferrari 360 Modena, d'où elle tire son nom.
En 2000, JMB Competition et Michelotto s'associent pour développer une voiture qui serait homologuée dans la catégorie N-GT de la FIA par de simples modifications de la Ferrari 360 Challenge, dont l'écurie monégasque JMB Competition est l'une des principales utilisatrices. Pour la saison  2001, la voiture est renommée Ferrari 360 Modena N-GT du fait de la catégorie de la FIA dans laquelle elle concourt. Dès sa première année en compétition, la Ferrari 360 Modena GT exploitée par l'écurie monégasque, remporte le championnat FIA GT en faisant face aux nombreuses Porsche 911 GT3 RSR (996). Les titres équipes et pilotes (avec Christian Pescatori associé à David Terrien) y sont glanés. Enfin, en 2002, le titre acquis donne des idées à Ferrari qui souhaite désormais, avec l'aide de Michelotto et JMB Competition prendre les choses en mains. De nombreuses modifications beaucoup plus importantes voient le jour et ainsi naît la Ferrari 360 Modena GT. Après une place de vice-champion en championnat FIA GT, la 360 Modena GT termine deuxième du classement général aux 24 Heures de Daytona l'année suivante.

## Genèse du projet
En 1993, Ferrari décide de développer un modèle de compétition dérivé d'un modèle de série. L'idée est que le public puisse reconnaître facilement la voiture sur la piste et l’identifier de manière à pouvoir faire le lien avec le modèle de route. C'est ainsi que naît la Ferrari 348 Challenge. Un championnat mono-modèle est créé pour l'occasion : le Ferrari Challenge. En 1995, la 348 Challenge est remplacée par la Ferrari 355 Challenge, qui elle-même, est remplacée en 2000 par la Ferrari 360 Challenge,. Fin 1999, devant l'engouement du modèle Challenge, JMB Competition et Michelotto s'associent pour développer une voiture qui serait homologuée dans la catégorie N-GT de la Fédération internationale de l'automobile. Elle sera basée sur la version Challenge,. Au total, trente-huit châssis seront fabriqués. 

## Aspects techniques
La version GT de la 360 Modena, est dérivée de la version Challenge. Elle est déclinée en deux versions, l'une pour la réglementation N-GT de la Fédération internationale de l'automobile et la seconde pour la réglementation GT de l'Automobile Club de l'Ouest (ACO). De manière à pouvoir se battre dans les courses d'endurance, Ferrari et Michelotto veulent une voiture facile à piloter. Ainsi, le pilotage de la Ferrari 360 Modena GT est assisté par divers systèmes électroniques. Le pilote peut modifier la répartition du freinage via le cockpit. De plus, elle est dotée d'un système anti-blocage des roues et d'un système anti-patinage de série Bosch ASR. Quant à la carrosserie, elle subit un nombre important de modifications, notamment par l'ajout de renforts en kevlar et en fibre de carbone. Ces renforts permettent en outre d'augmenter la rigidité de la voiture. 
La boîte de vitesses de la Ferrari 360 Modena GT est la boîte séquentielle type F1 à six rapports qui est en option sur le modèle de série. En revanche, la gestion électronique de la boîte de vitesses, issue de la Ferrari 360 Challenge, est modifiée à l'aide d'un logiciel permettant un passage des rapports plus rapide. Le châssis, ainsi que les suspensions sont revus dans l'objectif d'optimiser les interventions dans les stands. Dans le but d'améliorer le refroidissement, les ouïes de refroidissement sont redimensionnées. Afin de respecter l’équité entre les différents modèles engagés par les autres constructeurs, l'ACO impose une limitation de la taille du diamètre des brides d'admission d'air. La bride de 30,8 mm de diamètre fait gagner, entre 8 % et 9 % de puissance par rapport au modèle de série. La puissance passe donc de 400 ch pour le modèle routier à environ 430 ch pour le modèle GT. Le couple maximal atteignable par le moteur est d'environ 373 N m à 4 750 tr/min. La distribution du moteur est assurée par deux doubles arbres à cames en tête et cinq soupapes par cylindre. Enfin, les ingénieurs de Ferrari portent l'effort sur la réduction de la consommation de carburant. L'objectif visé est un nombre d'arrêts aux stands moins fréquent par rapport à la concurrence.

## Histoire en compétition

### Première saison en championnat FIA GT et premier titre avec JMB Competition (2001)
En 2001, de nombreuses modifications sont faites et la voiture s’appelle désormais Ferrari 360 Modena N-GT. L'écurie JMB Competition engage deux châssis dans leur configuration N-GT pour le championnat FIA GT. Lors du premier rendez-vous qui a lieu à Monza, la no 63 pilotée par Andrea Garbagnati, Marco Lambertini et Batti Pregliasco abandonne sur accident après avoir parcouru soixante-deux tours. La no 62 pilotée par Christian Pescatori et David Terrien doit renoncer également après avoir rencontré des problèmes de freins. Le 16 avril, à Brno, l'équipage composé de Terrien et Pescatori termine deuxième derrière la Porsche de RWS Motorsport. Quant à la deuxième Ferrari, elle n'est pas engagée. Début mai, Terrien et Pescatori remportent les 500 kilomètres de Magny-Cours avec quinze secondes d'avance sur la Porsche de RWS Motorsport. La seconde Ferrari renonce à la suite d'ennuis de boîte de vitesses et d'échappement. À Silverstone, l'équipage ne la no 62 récidive, tandis que la no 63 (dont l'équipage, est à cette manche-ci, uniquement composé de Garbagnati et Pregliasco) termine à la cinquième place de la catégorie N-GT. 
La manche de Zolder est plus compliquée pour l'écurie monégasque. L'équipage de la no 62 abandonne sur accident après avoir parcouru seulement dix-huit tours de piste. La no 63 ne prend pas le départ en raison d'une casse moteur survenue pendant les essais privés. En Autriche, sur le Hungaroring, Terrien et Pescatori retrouvent le haut de l'affiche et signent une victoire sur le fil, avec environ deux secondes d'avance sur la Porsche de Larbre Compétition. La no 63 termine sa course dans le fond du classement, à la douzième place de la catégorie (vingt-et-unième au classement général). Aux 24 Heures de Spa, la no 63 initialement inscrite n'est finalement pas présente. Une seule auto est donc engagée, la no 62, qui voit son équipage se renforcer avec l'arrivée d'Andrea Garbagnati. Le moteur en ayant décidé autrement, l'équipage renonce à la vingtième heure, laissant la Porsche de RWS Motorsport filer vers la victoire. 
Fin août, à Spielberg, Terrien et Pescatori s'emparent d'une nouvelle victoire, avec un tour d'avance sur la concurrence. L'équipage composé de Garbagnati et Pregliasco termine onzième. Au Nürburgring, Terrien et Pescatori ne peuvent faire mieux que huitième. Quant à l'équipage de la no 63, il voit l'arrivée de Peter Kutemann et d'Iradj Alexander, en lieu et place de Batti Pregliasco. L'auto ne boucle que dix tours et rencontre un début d'incendie, l'empêchant de franchir la ligne d'arrivée. Fin septembre, à Jarama, la Ferrari 360 Modena N-GT obtient sa cinquième victoire avec Christian Pescatori et David Terrien, devançant la Porsche de RWS Motorsport de près de vingt secondes. À Estoril, au mois d'octobre, le JMB Competition termine sa saison par une troisième place obtenue grâce à l'équipe no 62. La no 63 de Pregliasco et Lambertini, qui effectue son retour au sein de l'écurie monégasque, termine huitième. Peter Kutemann y engage un troisième châssis, inscrit sous son propre nom, et portant le numéro 99 ; avec Alexander, il se classe septième, juste devant l'équipage de la no 63. Les écuries JMB Competition (cinq victoires) et RWS Motorpsort (deux victoires) obtiennent toutes les deux soixante-deux points. L'écurie monégasque est titrée au nombre de victoires. Les pilotes David Terrien et Christian Pescatori remportent tous les deux, avec trois points d'avance (soixante au total) sur Luca Riccitelli (RWS Motorsport), le titre pilote.

### Vice-champion en championnat FIA GT avec la nouvelle Ferrari 360 Modena GT (2002)
En 2002, Michelotto apporte davantage de modifications à la Ferrari 360 Modena N-GT. Ainsi, le modèle italien change de nom et s'appelle désormais Ferrari 360 Modena GT. JMB Competition change de nom également. L'écurie monégasque s'appelle dorénavant JMB Racing. L'écurie décide d'engager quatre modèle pour la saison. La première, confiée à Christian Pescatori et Andrea Montermini, porte le dossard 50 ; la seconde, qui sera pilotée par Andrea Garbagnati et Andrea Bertolini, porte le numéro 51 ; la troisième, qui verra évoluer à son volant Pietro Gianni et Gianluca Giraudi, porte le dossard 52 ; enfin, la quatrième est confiée à Peter Kutemann et d'Iradj Alexander, elle portera le numéro 53. En avril, à Magny-Cours, Batti Pregliasco  rejoint l'équipage de la no 53. L'écurie remporte la course avec la voiture no 50, et place une seconde voiture sur le podium, avec la no 51. La no 52 termine quatrième et la no 53 sixième,. À Silverstone, le podium est similaire pour l'écurie, puisque l'équipage no 50 l’emporte avec un tour d'avance sur la Porsche d'Autorlando Sport, quant à la Ferrari no 51 elle prend à nouveau la troisième place. La no 53 (ou Marco Lambertini remplace Kutemann) termine sixième et la no 52 ne prend pas le départ car accidentée durant une séance d'essais,. La Ferrari no 52 n'est pas réparée à temps pour la manche de Brno, l'équipage ne participe donc pas à l'épreuve. L'équipage no 50 termine une nouvelle fois sur le podium, à la deuxième place cependant et la no 53 (ici pilotée par Pregliasco et Lambertini) se hisse au cinquième rang. La no 51 enregistre le premier abandon (accident) de l'écurie cette saison. À Jarama, l'équipage no 50 se classe une fois de plus au second rang de la catégorie, la no 51 termine au pied du podium. Quant aux équipages no 52 et no 53 (pilotée par Pregliasco, Lambertini et Alexander), aucun ne franchit la ligne. La no 52 est tout de même classée douzième, malgré son problème de boîte de vitesses. À Anderstorp, la no 51 signe son meilleur résultat de la saison avec une deuxième place. L'équipage no 50 doit se contenter de la quatrième place. La no 53 est quant à elle classée douzième, malgré son accident qui l'empêche de franchir la ligne d'arrivée ; la no 52, pilotée également avec Tony Ring, se hisse au treizième rang.
Lors des 500 kilomètres d'Oschersleben, la Ferrari no 51 termine au pied du podium ; les équipages no 50 et no 53 (où Lambertini effectue son retour) se classent respectivement, septième et huitième. Quant à la no 52, elle abandonne sur casse moteur au quarante-quatrième tour. Jean-Philippe Belloc remplace Pietro Gianni pour cette manche. Au mois d'août, aux 24 Heures de Spa, la no 50, pilotée ici par Pescatori, Bertolini, Montermini et Garbagnati, se classe au quatrième rang du classement général et à la deuxième place de la catégorie N-GT, à cinq tours de la Porsche de Freisinger Motorsport. La Ferrari no 51 est ici pilotée par Stephen Earl, Geffroy Orion, Iradj Alexander et Peter Kutemann. Le moteur de la Ferrari rend l'âme à la fin de la sixième heure. Pilotée par Ludovico Manfredi et Batti Pregliasco, la no 52 abandonne également (sur accident). Une Ferrari 360 Modena GT est également engagée par la Scuderia Sant Ambrous. Pilotée par Alex Caffi, Andrea Chiesa, Emanuele Moncini et « Yah-Man », la voiture, engagée en catégorie « National », remporte sa catégorie et se classe dixième au général. La huitième manche de la saison a lieu sur le circuit d'Enna-Pergusa. Lors de cette manche, les équipages sont remaniés. Alexander et Montermini termine troisième sur la no 51 ; Pescatori et Bertolini se classe quatrième à bord de la no 50. Gianni et Garbagnati sont huitième (no 52) et Pregliasco et Kutemann sont neuvième (no 53). L'écurie Mastercar engage une 360 GT pour les pilotes : Franco Bertoli, Santi De Filippis et Carlo Commis. Elle se classe onzième. À Donington, devancés par Freisinger Motorsport et RWS Motorsport, Bertolini et Pescatori ne peuvent faire mieux que troisième à l'arrivée, sur la no 50. Sur la no 51, Alexander et Montermini abandonne (boîte de vitesses) ; sur la no 52 de Garbagnati et Gianni, abandonne également (suspension). À bord de la no 53, Kutemann et Pregliasco termine septième. Lors de cette manche, trois autres 360 GT sont engagées par Team Veloqx. Si la no 82 de Ivan Capelli et Jamie Davies se classe dix-huitième, la no 83 de Tim Sugden et Andrew Kirkaldy abandonne sur casse moteur. Lors de la manche d'Estoril, la Ferrari no 83 se classe troisième, devant la no 50, quatrième. La no 51 de Garbagnati et Montermini, obtient la neuvième place. Quant à Alexander et Gianni (no 52), ils abandonnent (tête-à-queue), tout comme Davies et Capelli (surchauffe). La Ferrari no 53, initialement pilotée par Jean-Pierre Malcher et Batti Pregliasco, ne prend pas le départ de l'épreuve. Pescatori sa saison vice-champion, tandis que et l'écurie JMB Racing est son vice-champion par équipe.

### Troisième saison en championnat FIA GT et première apparition aux 24 Heures du Mans (2003)
Pour la saison 2003, ce sont pas moins de huit Modena qui seront engagées tout au long de l'année. Team Maranello Concessionaires fait confiance à Tim Mullen et Jamie Davies sur la no 88, ainsi que Kelvin Burt et Darren Turner sur la no 89 ; la Ferrari Auto Palace Star Rent Competition est pilotée par Steeve Hiesse associé à Guillaume Gomez sur la no 58) ; MenX est engagée avec Robert Pergl avec Tomáš Enge sur la no 57. L'écurie monégasque JMB Racing engage cette saison Andrea Bertolini et Fabrizio de Simone sur la no 52, ainsi que Peter Kutemann et Antoine Gosse sur la no 53. Début avril, à Barcelone, les Modena réalisent un triplé (victoire pour la no 52,. À Magny-Cours, les Modena sont de nouveaux dominatrice, notamment avec la victoire de l'équipage Davies / Mullen et la dernière marche du podium complétée par Gomez et Hiesse. Lors de la manche d'Enna Pergusa qui a lieu le 12 mai, les Modena sont en lutent pour la victoire, mais Bertolini et de Simone s'incline face à la Porsche de Tim Sugden et Martin Short. Le 25 mai, à Brno, Bertolini et de Simone sont à nouveau second, cette fois, face à la Porsche de Stéphane Ortelli et Marc Lieb,. Fin juin, à Donington, la meilleure des Modena (no 88), ne se classe que cinquième (quinzième du général).

## Résultats en compétition

### Résultats en championnat FIA GT
| Saison | Écurie                 | Moteur                        | Pneus    | Numéros | Courses | Courses | Courses | Courses | Courses | Courses | Courses | Courses | Courses | Courses | Courses | Points inscrits | Classement  |
| Saison | Écurie                 | Moteur                        | Pneus    | Numéros | 1       | 2       | 3       | 4       | 5       | 6       | 7       | 8       | 9       | 10      | 11      | Points inscrits | Classement  |
| ------ | ---------------------- | ----------------------------- | -------- | ------- | ------- | ------- | ------- | ------- | ------- | ------- | ------- | ------- | ------- | ------- | ------- | --------------- | ----------- |
| 2001   | JMB Competition        | Ferrari F133 V8 atmosphérique | Michelin |         | MON     | BRN     | MAN     | SIL     | ZOL     | HUN     | SPA     | A1R     | NÜR     | JAR     | EST     | 62              | Champion    |
| 2001   | JMB Competition        | Ferrari F133 V8 atmosphérique | Michelin | 62      | Abd     | 2e      | 1er     | 1er     | Abd     | 1er     | Abd     | 1er     | 8e      | 1er     | 3e      | 62              | Champion    |
| 2001   | JMB Competition        | Ferrari F133 V8 atmosphérique | Michelin | 63      | Abd     |         | Abd     | 5e      | Np      | 12e     | Forf    | 11e     | Abd     | 9e      | 8e      | 62              | Champion    |
| 2001   | JMB Competition        | Ferrari F133 V8 atmosphérique | Michelin | 99      |         |         |         |         |         |         |         |         |         |         | 7e      | 62              | Champion    |
| 2002   | JMB Competition        | Ferrari F133 V8 atmosphérique | Pirelli  |         | MAN     | SIL     | BRN     | JAR     | AND     | OSC     | SPA     | PER     | DON     | EST     |         | 87,5            | 2e          |
| 2002   | JMB Competition        | Ferrari F133 V8 atmosphérique | Pirelli  | 50      | 1er     | 1er     | 2e      | 2e      | 4e      | 7e      | 2e      | 4e      | 3e      | 4e      |         | 87,5            | 2e          |
| 2002   | JMB Competition        | Ferrari F133 V8 atmosphérique | Pirelli  | 51      | 3e      | 3e      | Abd     | 4e      | 2e      | 3e      | Abd     | 3e      | Abd     | 9e      |         | 87,5            | 2e          |
| 2002   | JMB Competition        | Ferrari F133 V8 atmosphérique | Pirelli  | 52      | 4e      | Np      | Forf    | Abd     | 13e     | Abd     | Abd     | 8e      | Abd     | Abd     |         | 87,5            | 2e          |
| 2002   | JMB Competition        | Ferrari F133 V8 atmosphérique | Pirelli  | 53      | 6e      | 6e      | 5e      | 12e     | 12e     | 8e      |         | 9e      | 7e      | Np      |         | 87,5            | 2e          |
| 2002   | Team Veloqx            | Ferrari F133 V8 atmosphérique | Dunlop   | 82      |         |         |         |         |         |         |         |         | 12e     | Abd     |         | 4               | 7e          |
| 2002   | Team Veloqx            | Ferrari F133 V8 atmosphérique | Dunlop   | 83      |         |         |         |         |         |         |         |         | Abd     | 3e      |         | 4               | 7e          |
| 2002   | Mastercar              | Ferrari F133 V8 atmosphérique | Dunlop   | 84      |         |         |         |         |         |         |         | 11e     |         |         |         | Non-classée     | Non-classée |
| 2002   | Scuderia Sant'Ambreous | Ferrari F133 V8 atmosphérique | Yokohama | 100     |         |         |         |         |         |         | 1er     |         |         |         |         | Non-classée     | Non-classée |

Légende : ici 

### Note
1. ↑  Lors de cette épreuve, la no 100 est engagée en catégorie « National ».